# Erna Maria Johansen
Erna Maria Johansen, geborene Erna Maria Auguste Kakuschke (* 18. April 1911 in Grabow bei Ludwigslust; † 27. April 1986 in Berlin) war eine deutsche Reformpädagogin.

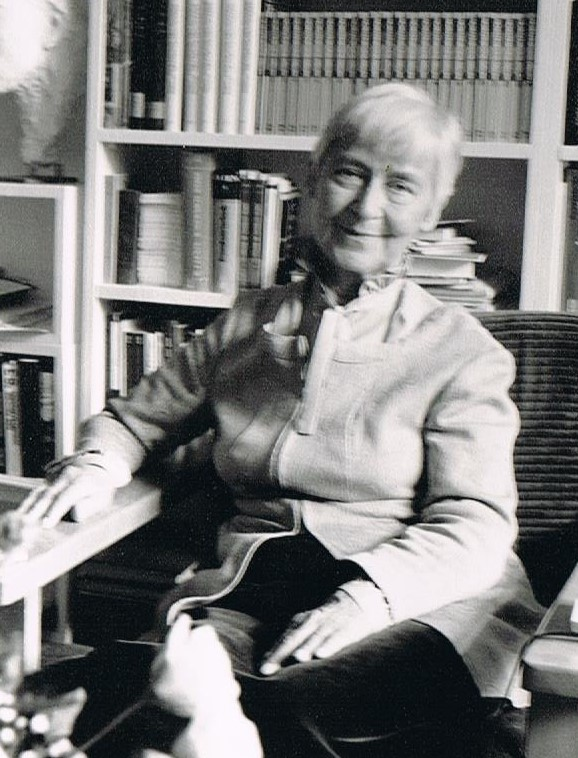
Erna Maria Johansen (1986)

## Leben
Geboren im Arbeitermilieu in Grabow bei Ludwigslust begann sie eine Ausbildung zur Heimerzieherin und Kindergärtnerin. 20-jährig kam sie nach Berlin und studierte am Sozialpädagogischen Seminar unter Leitung von Anna von Gierke und suchte früh Kontakt zur Psychoanalyse. Mit 18 Jahren war sie den Naturfreunden Naturfreunde und der Sozialistischen Arbeiterjugend beigetreten. Sie wurde 1929 Mitglied der SPD und bewegte sich in linksmarxistischen Kreisen um Karl Korsch und Heinz Langerhans. Sie war seit 1934 mit Henri Johansen verheiratet, der nach dem Krieg das Pseudonym Ernest J. Salter annahm. 1933 erhielt sie, ebenso wie ihr Mann, als SPD-Mitglied ein Berufsverbot; lediglich ihre Ausbildung als Sozialfürsorgerin durfte sie im Praktikum am Bezirksamt Prenzlauer Berg – unbezahlt – abschließen. Anschließend wurde sie fristlos entlassen. Sie nahm gemeinsam mit ihrem Mann anfänglich am Widerstand gegen die nationalsozialistische Herrschaft teil. So standen sie im Kontakt mit der Gruppe um Bernhard Pampuch, der Gruppe Emil und lose zur Rote Kapelle. Sie wurden aber schon ab 1934 observiert; ihr Mann emigrierte deshalb nach Prag, kam aber bald zurück, wurde zu Gemeindearbeiten verpflichtet, und musste sich darüber hinaus ab 1937 bis Kriegsbeginn regelmäßig bei der Geheime Staatspolizei melden. Das Ende des Zweiten Weltkrieges erlebte sie auf der Flucht vor den Kriegsgräueln mit ihren vier kleinen Kindern nomadierend durch neun Stationen. Nach einer Unterkunft im Behelfsheim Tegeler Weg in Berlin flüchtete sie schließlich 1945 in die Mecklenburger Kleinstadt Ribnitz zu Verwandten. Dort gründete sie nach der Kapitulation ein Sozialamt, übernahm die Leitung (vom 8. Mai 1945 bis zum 31. Dezember 1945) und richtete ein Auffangheim für geflohene Kriegswaisen aus Ostpreußen ein. Bis zum 30. Juni 1946 leitete sie hauptamtlich den Frauenausschuss in der Stadtverwaltung.
Nach der Rückkehr ihres Mannes aus der Kriegsgefangenschaft in der Sowjetunion kehrte sie Ende 1946 mit ihrer Familie nach Berlin zurück, trat 1950 wieder in die SPD ein und betätigte sich unter dem Pseudonym Maria Morum mit journalistischer Arbeit in Pädagogik und Politik, vor allem im Zusammenhang mit Schulreformbestrebungen. Nach ihrer Scheidung und der Einschulung des jüngsten, fünften Kindes folgten zwanzig Jahre vollberuflicher Sozialarbeit als Familienfürsorgerin im Rahmen der Erziehungsberatung – treppauf, treppab –, dann im Pflegekinderbereich des Landesjugendamtes und schließlich im Sachgebiet Familienpflege im Senat von Berlin. 1966 trat sie wegen der ersten Großen Koalition von CDU und SPD aus der SPD aus und wurde Mitglied der Gewerkschaft ÖTV. Nach ihrer Pensionierung als Amtsrätin verfasste sie zwei Fachbücher.
1951 beteiligte sie sich unter der Leitung von Grete Sonnemann an der Gründung des sozialdemokratischen Arbeitskreises Neue Erziehung in Berlin. Sie initiierte Anfang der 1960er Jahre im Rahmen dieses Arbeitskreises die Elternbriefe („Peter-Pelikan-Briefe“) und veröffentlichte 1978 und 1986 zwei Studien zur sozialen Geschichte der Kindheit.
Kurz vor ihrem Tode verfasste sie noch den autobiografischen Artikel für den Sammelband "Deutsche Pädagoginnen der Gegenwart" unter dem Titel "Notizen zur persönlichen Geschichte (S. 43–50).
Ein Ausschnitt über die Kriegsjahre 1939 bis 1945 aus ihrer unveröffentlichten Autobiografie wurde posthum 2024 veröffentlicht.

## Schriften
- Betrogene Kinder. Eine Sozialgeschichte der Kindheit. Fischer 1978, ISBN 3-596-26622-X
- Ich wollt, ich wäre nie geboren. Kinder im Krieg. Fischer 1986, ISBN N 3-596-23820-X
- Erna M. Johansen, Bilder kriegsspielender Kinder im Arbeiter-, Bauern- und Bürgermilieu in: galerie 70 edition, Ist das noch Spielzeug? – Kriegsspielzeug in den Händen von Kindern, Katalog zur Ausstellung, Berlin Schillerstrasse 1979, ISBN 3-922402-00-3, Seite 110–121
- Erna Maria Johansen, Kinderarbeit und Kinderausbeutung – heute wie gestern, in: Niederrheinisches Museum der Stadt Duisburg, Kinderleben – Kinderelend, Arbeiterkinder in der `guten alten Zeit`, Bilddokumente und Texte zu einem unbequemen Thema, Begleitheft zur Ausstellung, Duisburg 1979, keine ISBN

## Über E. M. Johansen
- E. M. Johansen: Notizen zur persönlichen Geschichte. In: Deutsche Pädagoginnen der Gegenwart. Astrid Kaiser/Monika Oubaid (Hrsg.). Böhlau Verlag 1986, ISBN 3-412-03586-6, S. 43–50
- Monika Oubaid, Erna Maria Johansen, in: Berühmte Frauen, Kalender 1996, 17. Woche; Suhrkamp Taschenbuch Verlag, Frankfurt/Main 1995. Keine ISBN
- Angelina Sörgel (Hrsg.), Aus dem Kriegstagebuch von Erna Maria Johansen – 1939 bis 1945, Bremen 2024, ISBN 978-3-949116-19-3